# TVB音樂台
音樂（英文全稱為）是香港無綫網絡電視（2013年前身為無綫收費電視）擁有的一條以播放音樂節目為主的頻道，該頻道為全香港第一條以播放音樂節目為主的頻道，有別之前已停播的香港有線電視YMC台。

## 頻道管理部門
正視音樂（2005年-2013年，前TVB附屬唱片公司）

## 历史
2005年5月30日，該頻道以「無綫音樂台」和分別作為中文和英文的頻道名稱正式開播，同時正式透過無綫收費電視使用第12/212頻道收看和now寬頻電視的無綫收費電視特選組合第812頻道播出。
2013年4月1日，無綫網絡電視部分頻道號碼正式更改，其中該頻道將使用原有的第12/212頻道更改為現有的第13/213頻道。
2013年4月29日，該頻道將中文名稱的無綫音樂台更名為TVB音樂台。
2013年6月3日早上6點，該頻道終止播映。其後被TVB Radio(已停播)取代。

## 播放模式
在平日，該頻道會透過錄影或現場直播播出四個音樂節目，並循環播放四次。而周未周日，就會播出獨家最新的音樂會或經典音樂特輯，而於2005年6月18日開始增設播放動畫的時段，但於翌年2月11日起取消。

## 宣傳
- 在2006年2月起，該頻道每月都會舉辦「音樂潮拜」音樂會，每月約一至兩次，找到不同的歌手或嘉賓演出，以吸引觀眾參與或收看。當中包括《浪漫滿街音樂會》、《小齊熱唱音樂會》、《鄭中基唱聚有情音樂會》、《女兒紅音樂會》等。

## 停播前VJ / 主持
- 周子駒〔樂透社〕．〔Live House〕
- 何基佑〔Live Houes〕．〔Boom部樂格〕．〔獨立空間〕．〔型人型樂館〕
- 余宜發〔型人型樂館〕．〔華氏212〕．〔游行音樂〕
- 農夫〔Boom部樂格〕
- 莊思敏〔金榜達人〕．〔Boom部樂格〕
- 朱薰〔游行音樂〕
- 湯駿業〔游行音樂〕
- 應昌佑〔MV搶灘〕

## 本地音壇
Hit100
流行在線

## 華語音壇
華語金曲速遞

## 亞洲音壇
環球暴走

## 國際音壇
環球暴走

## 已離開VJ / 主持
- 謝安琪
- 張繼聰
- 梁雨思

## 播放節目
每日更新節目：
- 《無綫音樂台JukeBox》（純MV節目）：派台歌節目「m台PopUp」、外語MV節目「環球暴走」、較舊、經典MV節目「24轉」（音樂別注）★於演唱會期間以歌手作主題Playist，配以標題或歌手親身挑選最愛MV。★、由網民投票點播的「M.WE自選」
- 每周專訪歌手的《型人型樂館》
- 播放華語音樂的《華氏212》
- 最新勁歌金榜的「金榜達人」
- 無綫音樂台主辦的小型演唱會錄播「Live House」
- 每星期最潮音樂雜誌「Boom部落格」主持：何基佑、前VJ主持：梁雨恩、農夫、莊思敏。

2009年6月8日，無綫音樂台推出新節目。
- 《 大熱101 》播放近半年、繄貼樂壇、最新派台MV。逢星期一至四6:00pm
- 《 復刻Highlight 》Promo每星期音樂復刻重點特色MV。
- 【音樂共同體】主持：余宜發；介紹心水懷舊節目。逢星期五6:00pm 重播版本【音樂共同體 ~ 復刻黑膠版】
- 〔卡式流轉〕 主要播放歷年經典MV。逢星期一、三  10:00pm
- 〔99分貝〕 以音樂類型分類，如挑選一系列Up Beat 快歌。逢星期五  10:00pm

## 曾播放節目
- 搜搜金曲
- 火熱推介
- 寰宇音樂放送
- 音樂共同體
- K歌新登陸
- 華語金曲速遞
- 音樂復刻
- Concert Blog
- 音樂潮拜
- 《超級巨聲》系列

## 曾播放節目(動畫)
- 龍珠(重播, 於 tvbQ 首播)
- 火影忍者(第53-104集, 第1-26集為重播, 於 tvbQ 首播)
- 東京地底奇兵
- 妹妹公主新角度(只播放人物篇)
- 長空浪族(重播, 於 tvbQ 首播)